# Фермская дорога

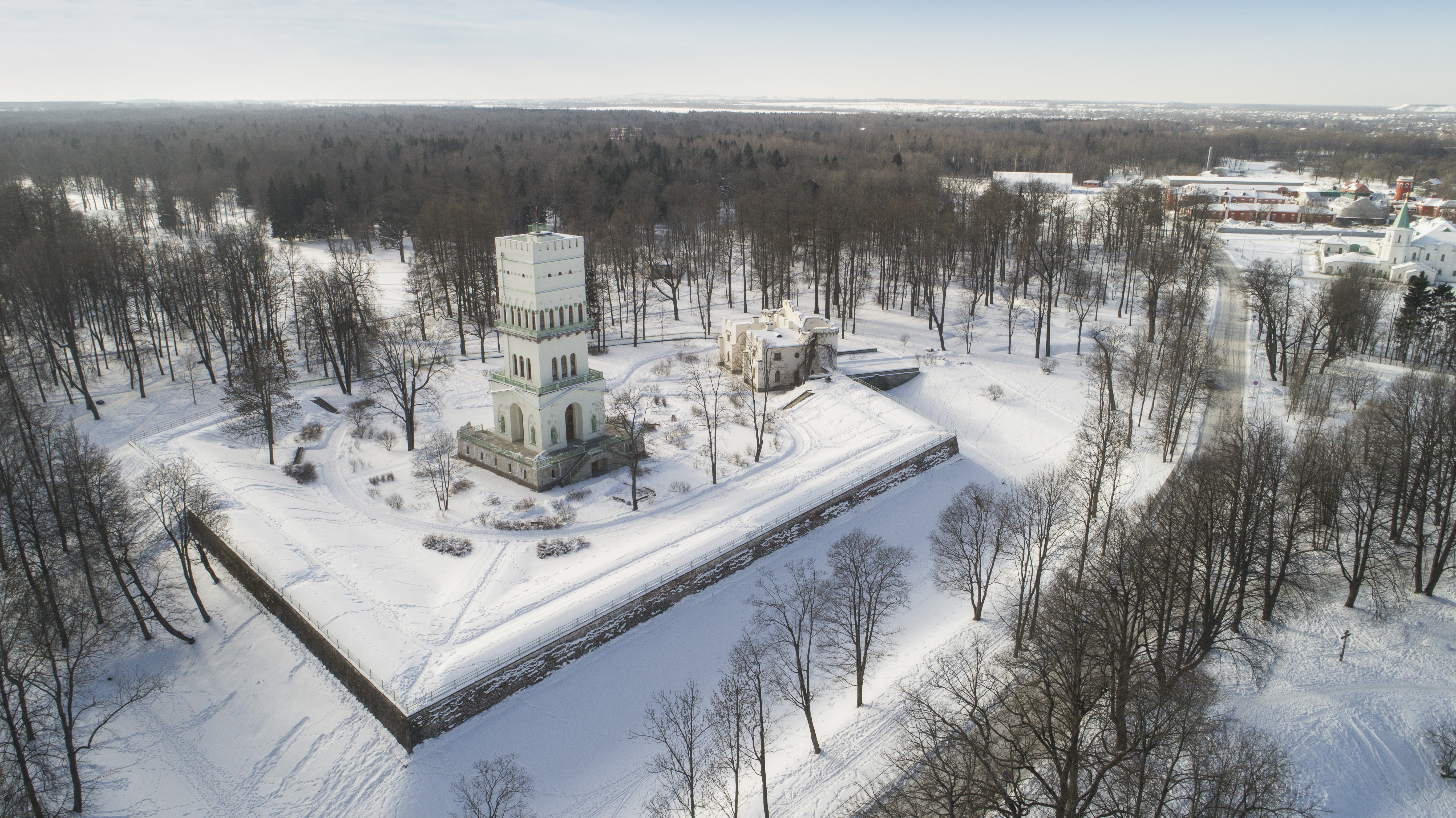
Вид на Фермскую дорогу с воздуха. Слева Белая башня в Александровском парке, вдали справа — Ратная палата и комплекс Императорской фермы

Фе́рмская доро́га — дорога в городе Пушкине (Пушкинский район Санкт-Петербурга). Проходит от Дворцовой улицы на запад. На восток продолжается Московской улицей.
Название Фермская дорога возникло в Царском Селе в XIX веке и связано с тем, что дорога ведет к Императорской ферме.
В 2014 году прошла реконструкция Фермской дороги: вместо грунтовки была устроена проезжая часть с твердым покрытием из красного асфальта (без тротуара и велосипедной дорожки). Теперь она заканчивается разворотным кольцом в Александровском парке. Инициатором был музей-заповедник «Царское Село». Реконструкция началась до объявления конкурса на неё, чтобы генподрядчик ЗАО «Буер» успел закончить работы к 15 июня 2014 года, когда в Пушкине ждали президента В. В. Путина.
По Фермской дороге числится только одно здание — Ратная палата (дом № 5). В 2014 году в ней после ремонта открылся музей «Россия в Великой войне». Само здание было построено в 1913—1918 годах под музей истории русских войск (отсюда название).
Императорская ферма, расположенная на Фермской дороге, имеет адрес: Фермский парк, литеры А, Б, В, Д, Е, Ж и Л. Она была построена в 1818—1822 годах в «кирпичном» стиле. В советское время здание приспособили под жилье, а сейчас ведется постепенное восстановление.